# Stadion Kažymukana Munajtpasova (Šymkent)
Stadion Kažymukana Munaitpasova (kazašsky Қажымұқан Мұңайтпасұлы) je víceúčelový stadion v Šymkentu v Kazachstánu. Stadion je využíván především pro domácí fotbalová utkání FC Ordabasy. Kapacita stadionu činí 20 000 diváků a je tak třetí největší v zemi.

## Název
Stadion byl roku 1967 pojmenován po Kažymukanu Munajtpasovi, kazašském zápasníkovi, vícenásobném světovém šampionovi v řecko-římském zápase.